# Championnat de Belgique de football 1926-1927
Navigation
Saison précédente Saison suivante
Le championnat de Belgique de football 1926-1927 est la 27e saison du championnat de première division belge. Son nom officiel est « Division d'Honneur ».
Le Royal Beerschot Athletic Club prend les devants dès le début du championnat mais ne parvient pas à distancer ses adversaires. Il rate le quadruplé historique, devancé dans la dernière ligne droite par le Royal Cercle Sportif Brugeois, qui remporte le deuxième titre de son Histoire. L'équipe de la Venise du Nord célèbre doublement sa reconnaissance en tant que « Société Royale » en remportant également sa première Coupe de Belgique. Le Cercle réalise ainsi le deuxième doublé championnat/Coupe de l'Histoire.
En bas de classement, les trois clubs promus, le CS La Forestoise, le FC Malinois et le Racing CB sont à la lutte pour éviter les deux places de relégables. Ce dernier assure son maintien et renvoie les deux autres en Division 1. Pour les malinois, c'est la troisième fois en trois montées qu'ils redescendent directement.
Cette saison voit également l'arrivée d'un élément majeur et typique du football belge avec la création du registre matriculaire en décembre 1926.

## Clubs participants
Quatorze clubs prennent part à la compétition, autant que lors de l'édition précédente. Ceux dont le matricule est mis en gras existent toujours . C'est lors de cette saison que les matricules sont créés.
| #  | Nom                                       | Mat. | Ville      | Stade                | En D1 depuis (série) | Total en D1 | Saison précédente |
| -- | ----------------------------------------- | ---- | ---------- | -------------------- | -------------------- | ----------- | ----------------- |
| 1  | Royal Antwerp Football Club               | 1    | Anvers     | Bosuilstadion        | 1901-1902 (21e)      | 26e         | 7e                |
| 2  | Royal Beerschot Athletic Club             | 13   | Anvers     | Kiel                 | 1907-1908 (15e)      | 21e         | 1er               |
| 3  | Berchem Sport                             | 28   | Berchem    | Grote Steenweg       | 1922-1923 (5e)       | 5e          | 6e                |
| 4  | Royal Cercle Sportif Brugeois             | 12   | Bruges     | Stade du CS Brugeois | 1899-1900 (23e)      | 23e         | 5e                |
| 5  | Royal Football Club Brugeois              | 3    | Bruges     | De Klokke            | 1898-1899 (24e)      | 25e         | 10e               |
| 6  | Daring Club de Bruxelles Société Royale   | 2    | Molenbeek  | Stade du Daring      | 1903-1904 (19e)      | 19e         | 3e                |
| 7  | Royal Racing Club de Bruxelles            | 6    | Uccle      | Vivier d'Oie         | 1926-1927 (1re)      | 26e         | Promotion A : 1er |
| 8  | Cercle Sportif La Forestoise              | 51   | Forest     | Stade communal       | 1926-1927 (1re)      | 1re         | Promotion A : 2e  |
| 9  | Association Royale Athlétique La Gantoise | 7    | Gentbrugge | Stade Jules Otten    | 1913-1914 (9e)       | 9e          | 9e                |
| 10 | Royal Racing Club de Gand                 | 11   | Gand       | Emmanuel Hielstadion | 1923-1924 (4e)       | 13e         | 11e               |
| 11 | Royal Standard Club Liège                 | 16   | Sclessin   | Stade de Sclessin    | 1921-1922 (6e)       | 11e         | 2e                |
| 12 | Football Club Malinois                    | 25   | Malines    | Achter de Kazerne    | 1926-1927 (1re)      | 3e          | Promotion B : 1er |
| 13 | Racing Club de Malines                    | 24   | Malines    | Antwerpsesteenweg    | 1925-1926 (2e)       | 9e          | 8e                |
| 14 | Union Saint-Gilloise Société Royale       | 10   | Forest     | Stade du Parc Duden  | 1901-1902 (21e)      | 21e         | 4e                |

### Localisations
| Anvers La Gantoise RC Gand RC Malines FC Malinois Bruxelles FC Brugeois CS Brugeois Standard |

#### Localisation des clubs bruxellois
les 4 cercles bruxellois sont :
(5) Daring CB SR
(7) Union SG SR
(8) CS La Forestoise
(10) R. Racing CB

#### Localisation des clubs anversois
les 3 cercles anversois sont :
(1) Royal Antwerp Football Club
(2) Beerschot AC
(3) Berchem Sport

## Résultats

### Résultats des rencontres
Avec quatorze clubs engagés, 182 matches sont au programme de la saison.
| Résultats (▼dom., ►ext.)                                   | ANT | BEE | BER | CSB | FCB | DAR | FOR | RCB | LAG | RCG | FCM | RCM | STA | USG |
| R. Antwerp FC                                              |     | 2-0 | 0-4 | 1-1 | 0-0 | 1-2 | 2-1 | 2-0 | 4-1 | 1-1 | 3-3 | 0-3 | 1-4 | 2-3 |
| R. Beerschot AC                                            | 1-0 |     | 1-1 | 1-1 | 3-0 | 2-1 | 2-1 | 6-1 | 0-2 | 4-2 | 0-2 | 2-1 | 4-1 | 3-0 |
| Berchem Sport                                              | 2-2 | 2-1 |     | 3-0 | 3-0 | 1-1 | 3-1 | 4-0 | 2-0 | 2-4 | 4-2 | 1-1 | 2-4 | 1-1 |
| R. CS Brugeois                                             | 5-2 | 1-1 | 3-0 |     | 3-1 | 5-0 | 5-1 | 0-0 | 2-2 | 3-0 | 2-2 | 2-2 | 5-2 | 3-2 |
| R. FC Brugeois                                             | 3-4 | 3-2 | 1-1 | 1-4 |     | 1-1 | 2-1 | 4-1 | 3-1 | 2-1 | 2-3 | 5-3 | 1-0 | 2-1 |
| Daring CB SR                                               | 2-1 | 3-3 | 1-0 | 5-6 | 3-3 |     | 5-1 | 0-0 | 6-2 | 1-1 | 2-1 | 3-2 | 3-2 | 1-0 |
| CS La Forestoise                                           | 2-4 | 1-6 | 3-4 | 2-0 | 0-5 | 0-0 |     | 1-1 | 2-4 | 2-2 | 4-1 | 1-3 | 3-3 | 1-0 |
| R. Racing CB                                               | 4-0 | 0-0 | 2-0 | 2-3 | 5-2 | 2-2 | 6-2 |     | 4-1 | 1-2 | 0-0 | 2-1 | 1-3 | 3-1 |
| ARA La Gantoise                                            | 3-1 | 2-1 | 2-1 | 0-0 | 4-1 | 4-0 | 6-3 | 4-0 |     | 2-1 | 2-3 | 1-1 | 1-2 | 1-5 |
| R. RC de Gand                                              | 1-2 | 0-3 | 5-2 | 4-1 | 2-2 | 1-1 | 4-4 | 4-0 | 5-2 |     | 2-1 | 2-0 | 4-4 | 1-5 |
| FC Malinois                                                | 2-1 | 1-3 | 1-4 | 1-3 | 2-3 | 2-3 | 0-0 | 1-1 | 3-5 | 4-3 |     | 2-4 | 2-5 | 4-0 |
| RC de Malines                                              | 1-1 | 0-1 | 1-2 | 1-2 | 4-1 | 2-2 | 2-3 | 4-1 | 9-1 | 4-4 | 0-0 |     | 5-2 | 0-0 |
| R. Standard CL                                             | 1-2 | 3-2 | 5-1 | 5-1 | 3-3 | 0-1 | 8-2 | 9-1 | 1-1 | 1-4 | 3-2 | 4-2 |     | 6-3 |
| Union St-Gilloise SR                                       | 5-2 | 0-1 | 1-1 | 3-2 | 1-0 | 3-0 | 5-0 | 4-2 | 3-2 | 5-1 | 3-1 | 0-3 | 1-4 |     |
| - Victoire à domicile - Match nul - Victoire à l'extérieur |     |     |     |     |     |     |     |     |     |     |     |     |     |     |

### Classement final
| Rang | Équipe                   | Pts | J  | G  | N  | P  | Bp | Bc | Diff |
| ---- | ------------------------ | --- | -- | -- | -- | -- | -- | -- | ---- |
| 1    | R. CS BRUGEOIS C         | 35  | 26 | 14 | 7  | 5  | 63 | 44 | +19  |
| 2    | R. Beerschot AC T        | 33  | 26 | 14 | 5  | 7  | 53 | 31 | +22  |
| 3    | R. Standard CL           | 32  | 26 | 14 | 4  | 8  | 85 | 58 | +27  |
| 4    | Daring CB SR             | 32  | 26 | 11 | 10 | 5  | 49 | 46 | +3   |
| 5    | Berchem Sport            | 29  | 26 | 11 | 7  | 8  | 51 | 43 | +8   |
| 6    | Union Royale St-Gilloise | 27  | 26 | 12 | 3  | 11 | 55 | 47 | +8   |
| 7    | R. RC de Gand            | 26  | 26 | 9  | 8  | 9  | 61 | 59 | +2   |
| 8    | R. FC Brugeois           | 26  | 26 | 10 | 6  | 10 | 51 | 56 | -5   |
| 9    | ARA La Gantoise          | 26  | 26 | 11 | 4  | 11 | 56 | 63 | -7   |
| 10   | RC de Malines            | 24  | 26 | 8  | 8  | 10 | 59 | 45 | +14  |
| 11   | R. Antwerp FC            | 22  | 26 | 8  | 6  | 12 | 41 | 55 | -14  |
| 12   | R. Racing CB             | 21  | 26 | 7  | 7  | 12 | 40 | 60 | -20  |
| 13   | FC Malinois              | 17  | 26 | 6  | 5  | 15 | 46 | 62 | -16  |
| 14   | CS La Forestoise         | 14  | 26 | 4  | 6  | 16 | 42 | 83 | -41  |

Légende
- Champion de Belgique 1927
- Club relégué pour la saison suivante

Abréviations
T : Tenant du titre 1926

C : Vainqueur de la Coupe de Belgique 1926-1927

 : nouveau venu depuis la saison précédente

### Meilleur buteur
Lucien Fabry (R. Standard CL) avec 28 buts. Il est le treizième joueur belge différent à être sacré meilleur buteur de la  plus haute division belge.

#### Classement des buteurs
Le tableau ci-dessous reprend les 22 meilleurs buteurs du championnat, soit les joueurs ayant inscrit dix buts ou plus durant la saison.
| #   | Pays | Joueur                | Club                    | Buts | Matches joués |
| --- | ---- | --------------------- | ----------------------- | ---- | ------------- |
| 1.  |      | Lucien Fabry          | R. Standard CL          | 28   | 25            |
| 2.  |      | Maurice Gillis        | R. Standard CL          | 24   | 22            |
| 3.  |      | Raymond Braine        | R. Beerschot AC         | 20   | 24            |
| =.  |      | Laurent Grimmonprez   | R. RC de Gand           | 20   | 24            |
| 5.  |      | Charles Jooris        | R. Racing CB            | 18   | 21            |
| 6.  |      | Léon De Coninck       | ARA La Gantoise         | 17   | 24            |
| 7.  |      | Guillaume Ulens       | R. Antwerp FC           | 16   | 25            |
| =.  |      | Robert Heyse          | R. RC de Gand           | 16   | 25            |
| =.  |      | Arthur Sterckx        | FC Malinois             | 16   | 25            |
| 10. |      | Guillaume Mossoux     | RC de Malines           | 15   | 23            |
| =.  |      | Michel Vanderbauwhede | R. RC de Gand           | 15   | 25            |
| 12. |      | Jan Diddens           | RC de Malines           | 14   | 24            |
| 13. |      | Henri Van Poucke      | R. CS Brugeois          | 13   | 24            |
| 14. |      | Georges De Spae       | ARA La Gantoise         | 12   | 21            |
| =.  |      | Gérard Devos          | R. CS Brugeois          | 12   | 21            |
| 16. |      | Robert Coppée         | Union Saint-Gilloise SR | 11   | 13            |
| =.  |      | Pierre Mertens        | R. Beerschot AC         | 11   | 15            |
| =.  |      | Julien Lammens        | ARA La Gantoise         | 11   | 21            |
| 19. |      | Pierre Bierque        | Berchem Sport           | 10   | 13            |
| =.  |      | Arthur Volckaert      | R. FC Brugeois          | 10   | 19            |
| =.  |      | Émile Meert           | CS La Forestoise        | 10   | 24            |
| =.  |      | Léon Vandevoorde      | R. FC Brugeois          | 10   | 26            |

## Récapitulaitf de la saison
- Champion : R. CS Brugeois (2e titre)
- Cinquième équipe à remporter deux titres
- Troisième titre pour la province de Flandre-Occidentale
- Deuxième équipe à réaliser le doublé championnat / Coupe

| Région flamande (9)             | Région flamande (9) | Province de Brabant (4)      | Province de Brabant (4) | Région wallonne (1)    | Région wallonne (1) |
| ------------------------------- | ------------------- | ---------------------------- | ----------------------- | ---------------------- | ------------------- |
| Province d'Anvers               | 5                   | Région de Bruxelles-Capitale | 4                       | Province de Hainaut    | 0                   |
| Province de Flandre-Occidentale | 2                   | Province du Brabant flamand  | 0                       | Province de Liège      | 1                   |
| Province de Flandre-Orientale   | 2                   | Province du Brabant wallon   | 0                       | Province de Luxembourg | 0                   |
| Province de Limbourg            | 0                   |                              |                         | Province de Namur      | 0                   |

1. ↑  Au niveau footballistique, la province de Brabant est toujours unitaire malgré sa partition territoriale en 1995.

### Admission et relégation
Le Royal Racing Club de Bruxelles et le Football Club Malinois font leur retour en Division d'Honneur, accompagnés par le Cercle Sportif La Forestoise. Pour ce dernier, c'est une première accession à l'élite nationale. Le FC Malinois et La Forestoise sont relégués en fin de saison. Pour les malinois, c'est la troisième fois en trois montées qu'ils sont relégués directement. 
Ils sont remplacés la saison suivante par le Liersche SK, nouveau venu au plus haut niveau, et le SC Anderlechtois, de retour après une saison en Division 1.

### Débuts en Division d'Honneur
Un club fait ses débuts dans la plus haute division belge. Il est le 31e club différent à y apparaître.
- Le Cercle Sportif La Forestoise est le 14e club de la province de Brabant, ainsi que le 14e bruxellois à évoluer dans la plus haute division belge.

### Création du registre matriculaire
C'est durant cette saison 1926-1927 qu'est instauré le système de numérotation matriculaire des clubs de football belges. La paternité de ce registre est attribuée à Alfred Verdyck, un personnage omnipotent du football belge de cette époque. Il est un ancien joueur de l'Antwerp, devenu entraîneur et dirigeant de ce club, qui occupe également la fonction de Secrétaire Général de l'URBSFA.
La règle instaurée est que les clubs reçoivent leur numéro matricule dans l'ordre de leur affiliation à la Fédération. La première liste est publiée en décembre 1926. La numérotation initiale prend en compte l'ancienneté des cercles par rapport à leur fondation. Le Royal Antwerp Football Club se voit attribuer le numéro 1, comme plus vieux club du pays.
Parmi les huit premiers numéros, sept sont attribués aux clubs fondateurs de la Fédération en 1895 toujours en activité (trois cercles ont entretemps disparu). Curieusement, le Daring Club de Bruxelles reçoit le matricule 2 alors qu'il a été créé après des fondateurs de l'UBSSA. D'autres « litiges » sont soulevés, comme le 7 de La Gantoise, fondatrice de la Fédération mais sans une section « football » à l'époque, par rapport au 11 du RC de Gand, qui disposait d'une équipe de football avant son rival. Ces désaccords font désormais partie du folklore du football belge.
Plus tard, au sortir de la Seconde Guerre mondiale, une autre polémique célèbre dans le football belge oppose deux clubs de Tongres. Le Tongerse SV Cercle, porteur du matricule 73, proteste pour avoir reçu un matricule plus grand que son rival du Patria Football Club Tongres, au matricule 71. Fait unique dans l'Histoire du football belge, en 1947, la Fédération va alors reprendre un ancien matricule, le 54, laissé libre par le Club Sportif Union Welkenraedt-Herbstal, pour l'attribuer à l'actuel K. Sportclub Tongeren.
Jusqu'en 1964, toute fusion de clubs engendre la création d'un nouveau matricule pour le club fusionné et l'effacement des anciens matricules. Depuis lors, le club fusionné choisit quel matricule il souhaite conserver parmi ceux des clubs le composant.
Quasi unique monde, le matricule est le « passeport des clubs ». Il permet l'inscription aux compétitions officielles et détermine, entre autres, l'appartenance à une division. Dans le football belge, un club peut changer de dénomination tous les ans, à condition d'attendre 10 ans pour reprendre une ancienne appellation abandonnée par lui ou un autre cercle, par contre son matricule est inaltérable.

### Bilan de la saison
| Championnat de Belgique de football 1926-1927 |                           |
| Champion                                      | R. CS Brugeois (2e titre) |
| Dauphin                                       | R. Beerschot AC           |
| Coupes et trophées                            |                           |
| Vainqueur de la Coupe de Belgique 1926-1927   | R. CS Brugeois            |
| Promotions et relégations                     |                           |
| Promus en Division d'Honneur                  | Liersche SK               |
| Promus en Division d'Honneur                  | SC Anderlechtois          |
| Relégués en Division 1                        | FC Malinois               |
| Relégués en Division 1                        | CS La Forestoise          |